# Mapusa
Mapusa es un pueblo en el estado de Goa en la costa oeste de la India. Está situado 13 km al norte de la capital de Panaji. La ciudad es la sede de Bardez Taluka. Se encuentra en la carretera principal NH-17, que une Bombay con Cochín.
En portugués, la ciudad es conocida como Mapuça.

## Historia
Mapusa es un pequeño pueblo agrupado alrededor del Monte Alto. Se cree que el nombre de Mapusa deriva de la palabra konkani para una "medida" - "mapa" y la frase "llenar" - "sa". La antigua comunidad agraria de Goa tenía un bien establecido Gaunkari o sistema de agricultura comunitaria, donde las personas formaban asociaciones, trabajaban en la tierra comunitaria y compartían los beneficios. El día del mercado era un acontecimiento importante, con mercancías traídas de todos los distritos a una zona central. Por lo tanto, Mapusa ha permanecido como un prominente centro de mercado durante muchos siglos.

## Geografía
Mapusa se encuentra a unos 15 grados de latitud norte a unos 4 km de la costa del Océano Índico. Tiene una elevación media de 15 m s. n. m. Se encuentra a orillas del río Mapusa.
Mapusa tiene un clima tropical con temperaturas que van desde un máximo de 37 °C en verano con altos niveles de humedad hasta un mínimo de 21 °C en invierno.

## Demografía
Mapusa tenía una población de 40.487 habitantes. Los hombres constituyen el 52% de la población y las mujeres el 48%. Mapusa tiene un promedio de alfabetización del 76%, más alto que el promedio nacional de '74.04: la alfabetización masculina es del 80%, y la femenina del 73%. En Mapusa, el 11% de la población es menor de 6 años.

## Economía

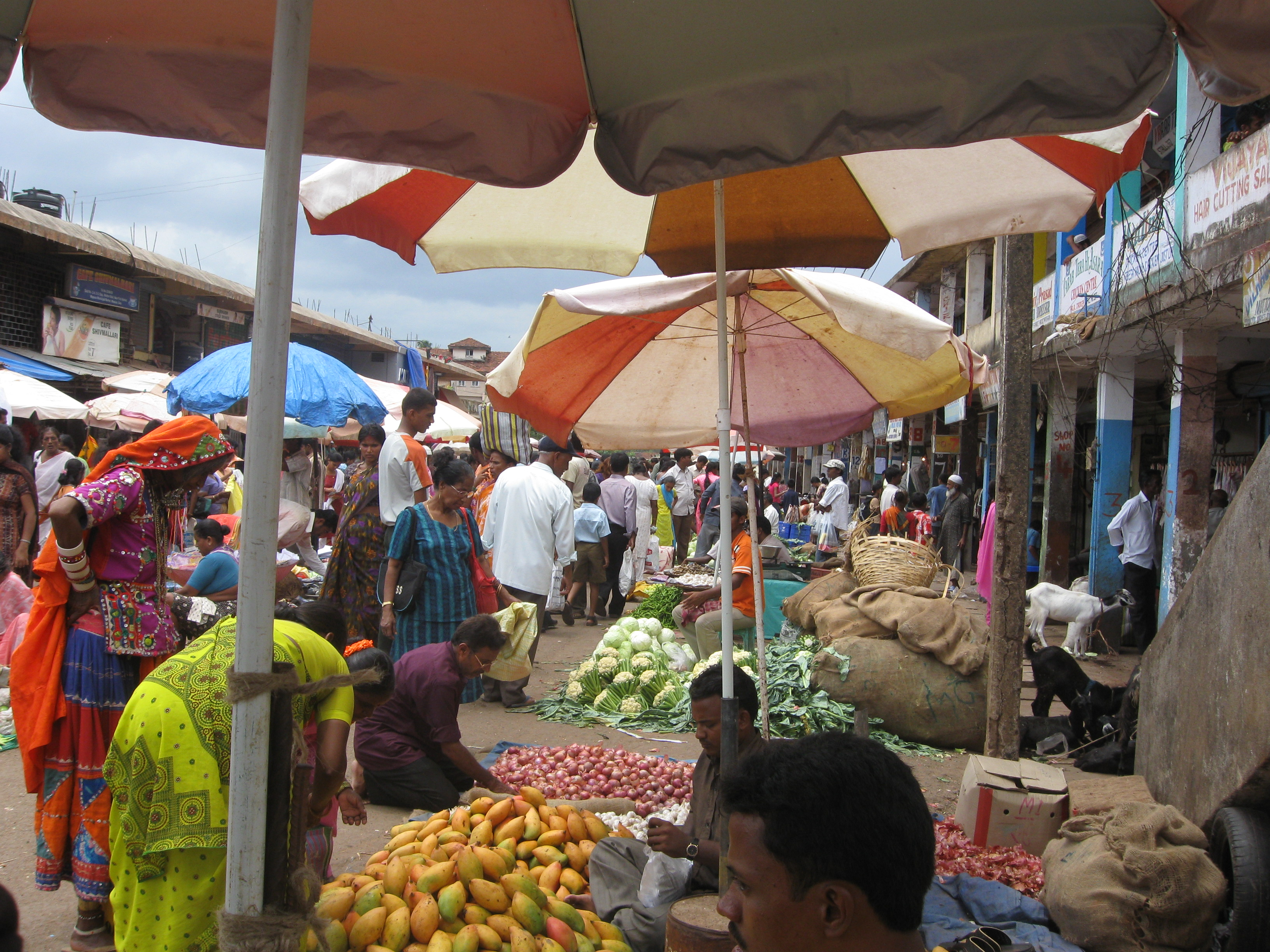
Vendedores de verduras en Mapusa.

Mapusa está cerca de uno de los principales centros de la industria turística de Goa. La proximidad de Mapusa a muchas playas del norte de Goa la convierte en una base adecuada durante la temporada turística (noviembre a abril). Debido a que es una ciudad principalmente comercial (para los locales) con una gran población residente, Mapusa sólo tiene un número limitado de hoteles y alojamientos.
Mapusa cobra vida el viernes, el tradicional día de mercado también conocido como Mercado del viernes de Mapusa. La gente de los pueblos de los alrededores vienen a Mapusa a vender sus productos. Esta feria tiene mucho sabor local (a diferencia de otras ferias o mercados turísticos) y se especializa en productos agrícolas, verduras, frutas cultivadas localmente, especias, ropa e incluso plantas (principalmente durante la temporada de siembra del monzón).
Todos los viernes, el Mercado de Mapusa es muy concurrido, donde cada espacio es ocupado por los vendedores dejando libre apenas el espacio para que circulen los posibles compradores, los callejones entre los puestos regulares están ocupados con esteras y tablas temporales. Desde billetes de lotería expuestos en grandes franjas hasta peluquerías, el bazar satisface casi todas las necesidades imaginables. Está la calle del pescado, pescado seco de todas las variedades posibles y pescado fresco entero, donde se puede comprar desde tiburón bebé y calamar hasta la omnipresente bangda (caballa). Las frutas y verduras frescas se exhiben maravillosamente, desde enormes batatas y calabazas, y brillantes plátanos Moira de color marrón rojizo, hasta diminutos frijoles frescos y otras legumbres.

## Educación
Mapusa alberga varias instituciones educativas prominentes de Goa, incluyendo Saraswat Vidyalaya, St. Mary's Convent High School, St. Britto's, Goa, New Goa High School, St. Antony's High School, Mapusa High School, Dyanprasarak High School, Shree Ganesh Vidya Mandir, Dnyanprassarak Mandal's College, St. Xavier's College, y St. Xavier's Higher Secondary School, Agnel Institute of Technical Education (Engg College).

## Puntos de interés
Mapusa, no tiene demasiados puntos de interés turísticos. Hay algunos edificios municipales de la época colonial en la colina de Altinho, pero es una ciudad bastante pequeña, con edificios modernos en su mayoría, esparcidos por las laderas de Altinho.
El santuario local más famoso es Shree Dev Bodgeshwar Sansthan de Lord Bodgeshwar, situado en las afueras de la localidad en medio de campos de arroz, que está bellamente iluminado por la noche y atrae a miles de devotos para su Jatra anual.
La Iglesia de Nuestra Señora de los Milagros, fundada en 1594 y reconstruida varias veces desde entonces, situada a unos 600 m al este de los Jardines Municipales, es más famosa por su festival anual que por su arquitectura. Fue construida por los portugueses en el sitio de un antiguo templo hindú, y por lo tanto la comunidad hindú todavía considera al sitio como sagrado. El decimosexto día después de Pascua, la fiesta anual de la iglesia se celebra aquí tanto por hindúes como por cristianos, un buen ejemplo de la forma en que el hinduismo y el cristianismo coexisten a menudo alegremente en Goa.
El templo Maruti, en el centro de la ciudad, es un pequeño templo Maruti de color pastel que se construyó en el decenio de 1840 en un lugar en el que se adoraba encubiertamente a Hanuman durante los períodos más opresivos del dominio portugués. Después de que los templos fueran destruidos por los portugueses, los devotos colocaban una foto de Hanuman en la tienda de fuegos artificiales que había aquí, y llegaban en secreto para realizar pujas (oraciones). En abril de 1843 la imagen fue reemplazada por un ídolo de plata y un creciente número de adoradores comenzaron a reunirse aquí. Eventualmente la comunidad comercial de Mapusa reunió suficientes fondos para adquirir la tienda, y el templo fue construido en su lugar. Las intrincadas tallas de la puerta del templo son obra de artesanos locales.
El mercado de Mapusa reúne a los comerciantes de Goa y de los de los estados adyacentes para adquirir especias, vegetales, productos de moda y productos caseros. Por ejemplo, hay cuatro variedades de bananas cultivadas localmente vendidas en este mercado y otras variedades importadas de Karnataka. En una parte del mercado hay comerciantes que se especializan en la reparación de utensilios como licuadoras y mezcladoras de alimentos para la preparación de especias.

## Galería

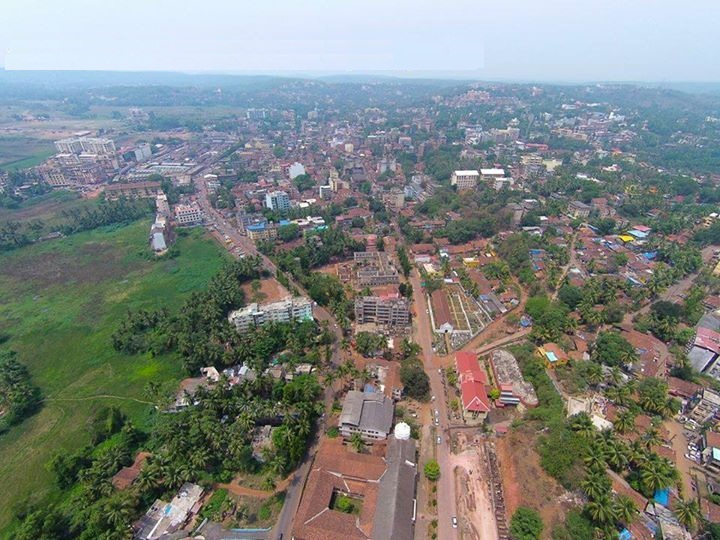
Vista aérea de Mapusa, Goa
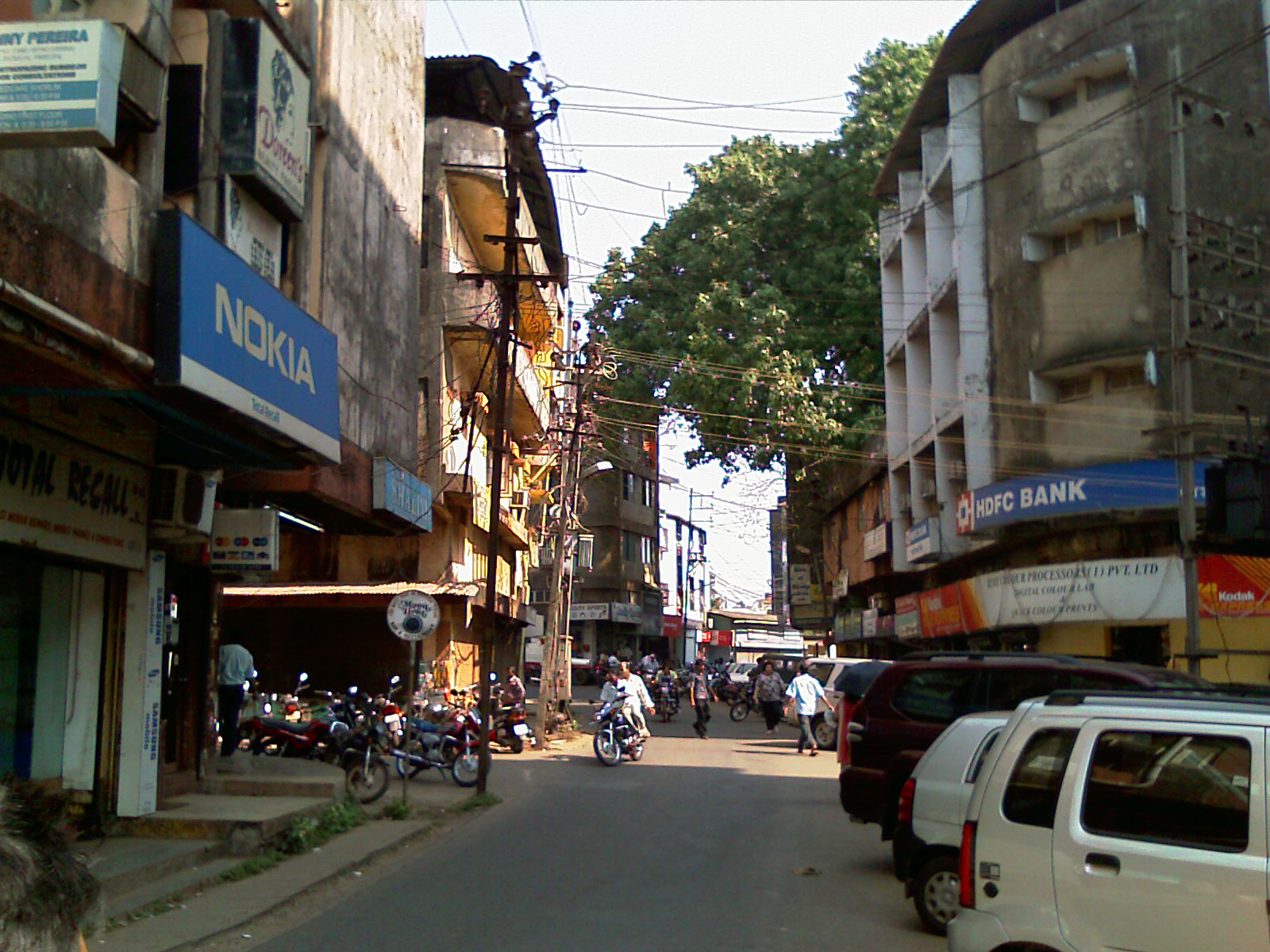
Una calle en Mapusa
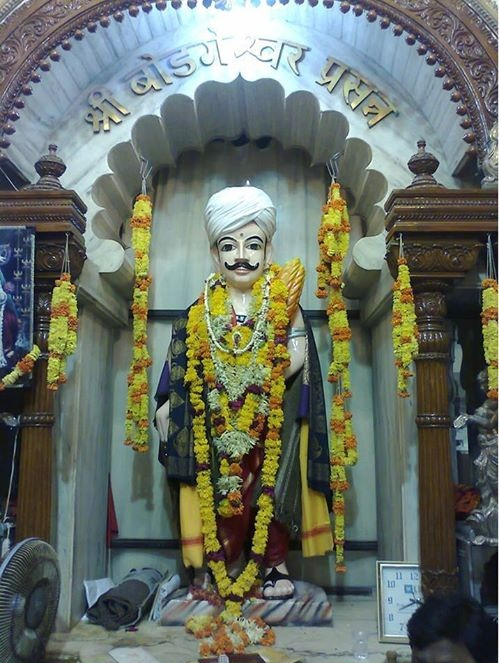
Shree Dev Bodgeshwer
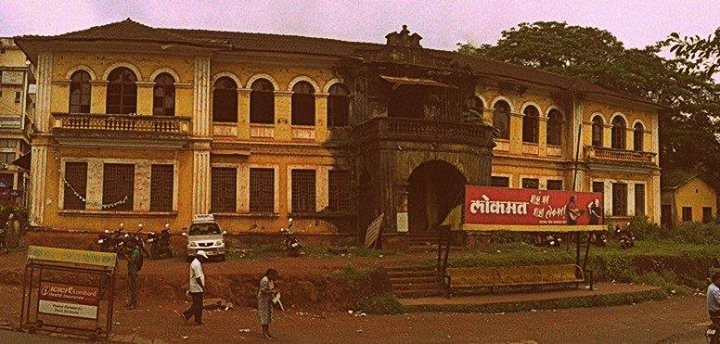
Edificio Municipal de la poca de la ocupación colonial portuguesa en Mapusa
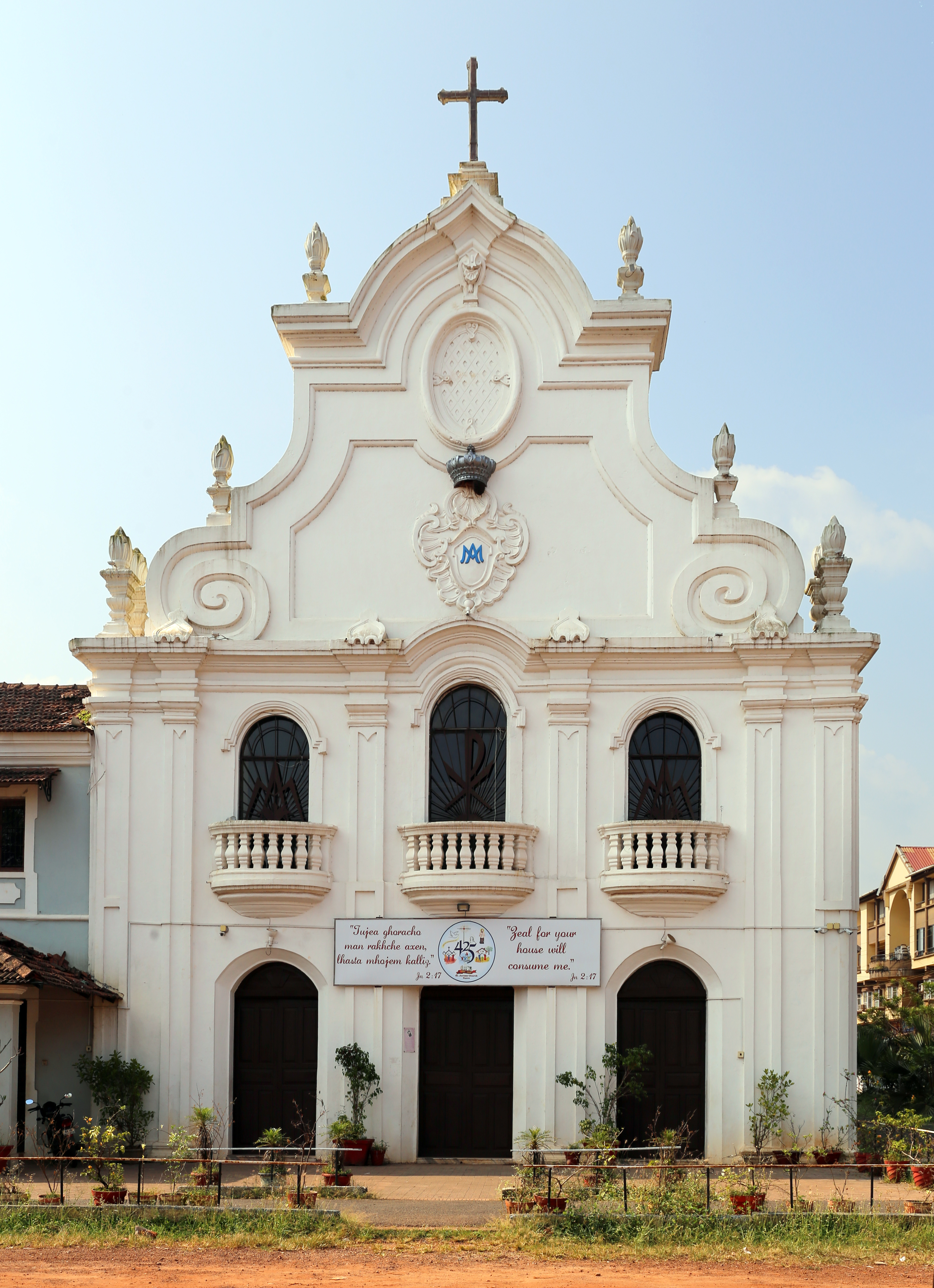
Iglesia de San Jerónimo
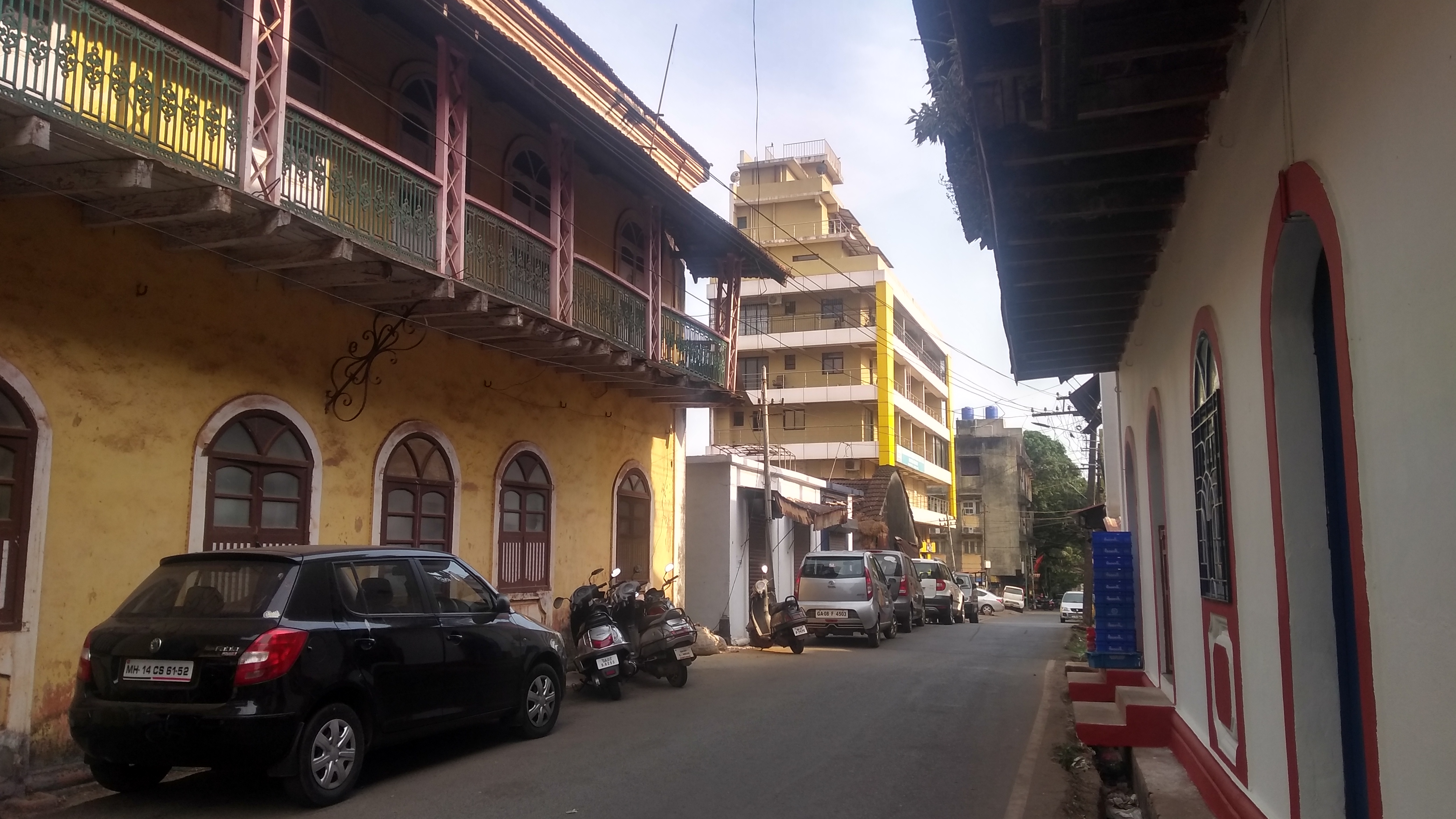
Centro de Mapusa, India
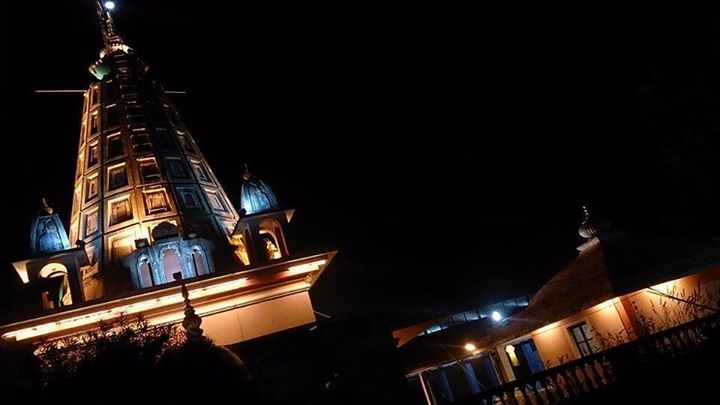
Templo Verla-Canca Saibaba ubicado en las afueras de Mapusa, Goa